# Lisa Badum

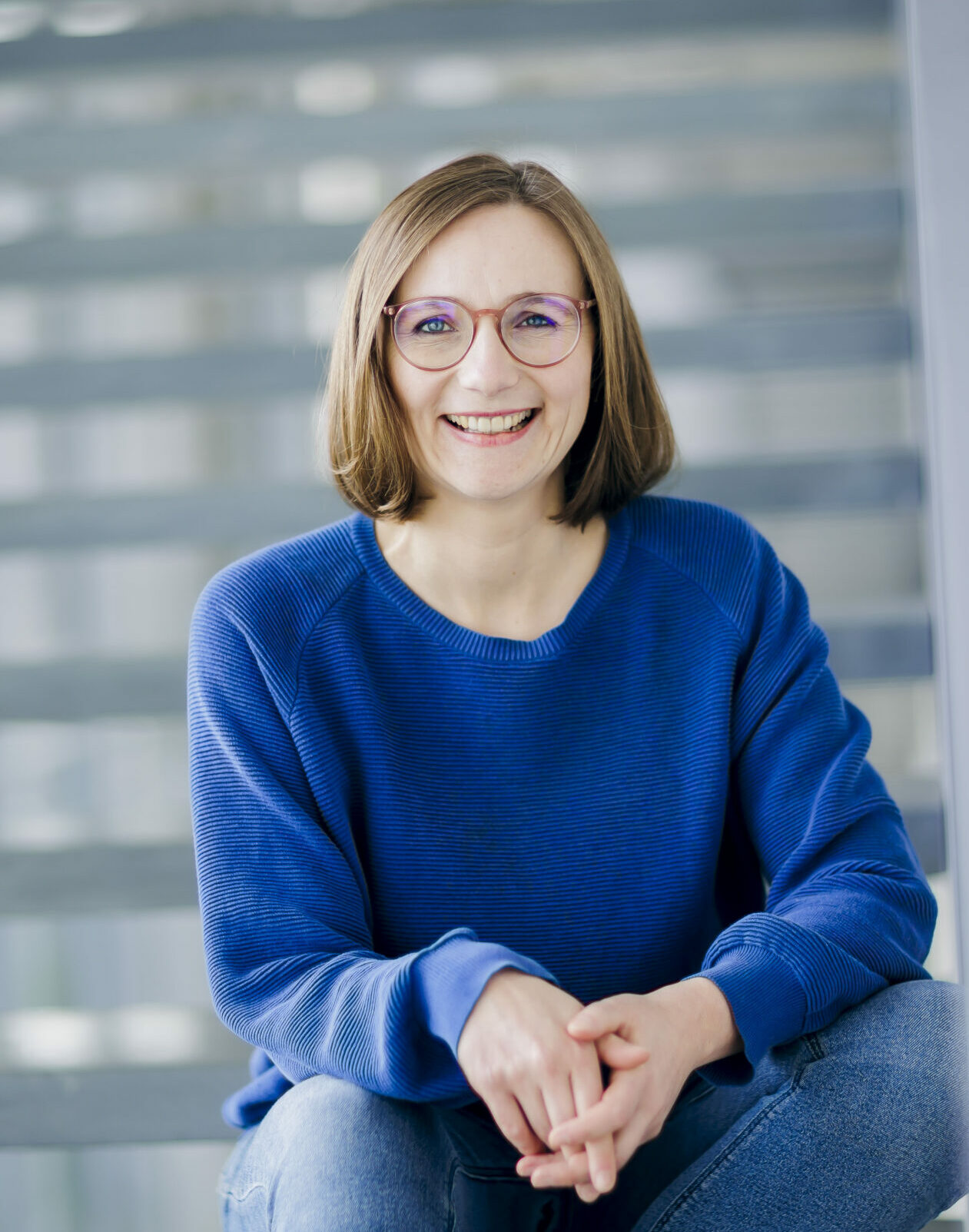
Lisa Badum (2023)

Lisa Hildegard Badum (2 de outubro de 1983) é uma política alemã da Aliança 90 / Os Verdes. Ela é membro do Bundestag desde as eleições federais alemãs de 2017, após duas tentativas fracassadas.

## Educação
De 2003 a 2010, Badum estudou ciência política na Universidade de Bamberg.

## Carreira política
Badum é membro do Bundestag alemão desde as eleições de 2017, representando Bamberg. No parlamento, ela actua desde então na Comissão do Meio Ambiente, Conservação da Natureza, Construção e Segurança Nuclear. Ela também é a porta-voz do seu grupo parlamentar para a política climática.